# Terminal breath
Terminal breath is het enige muziekalbum van de Duitse band Violet District. De muziekgroep veranderde rond 1997 haar naam in RPWL. Het album Terminal breath kwam dan ook pas echt onder de aandacht van het publiek toen die band faam begon te krijgen met hun album God had failed. Het album is opgenomen in de TAB-geluidsstudio onder leiding van Yogi Lang. In het dankwoord wordt verwezen naar SI Music Holland. De muziek heeft een sterke hang naar die van Pink Floyd. Wat opviel was het typisch Duitse accent van de Engelse uitspraak. 

## Musici

### Studioalbum 1992
- Mascha Schleypen – zang, toetsinstrumenten
- Karlheinz Wallner – gitaar, achtergrondzang
- Giselher Richter – toetsinstrumenten
- Chris Postl – basgitaar
- Christian Brenninger – slagwerk

Brenninger werd nog in 1992 vervangen door Thomas Röckemann   

### Livealbum  1996
- Mascha Schleypen – zang, toetsinstrumenten
- Karlheinz Wallner – gitaar, achtergrondzang
- Thomas Falkner – basgitaar
- Thomas Röckeman - slagwerk

## Muziek
Alles geschreven door Schleypen, Wallner en Lang

| Nr. | Titel                                                                                                | Duur  |
| --- | --- | ----- |
| 1.  | Lustreless fright (1.Fading previews; 2.Lustreless fright)                                           | 6:10  |
| 2.  | Ego (the hiddened one)                                                                               | 0:53  |
| 3.  | Anguishes of a scoundrel                                                                             | 5:10  |
| 4.  | Hommage to the irretrievably lost (1.The lost; 2. Here and there; 3.Hommage)                         | 7:43  |
| 5.  | Assurance (1.Assurance; 2.Incomplete tableaux; 3. Reprise)                                           | 6:55  |
| 6.  | Together we fall                                                                                     | 3:40  |
| 7.  | Necessary goodbyes                                                                                   | 5:22  |
| 8.  | Age theme                                                                                            | 1:28  |
| 9.  | The age                                                                                              | 4;24  |
| 10. | Down and away (1.Some reverend words; 2. ..just a white coffin; 3. Down and away; 4.Terminal breath) | 12:05 |

| Nr. | Titel                             | Duur  |
| --- | --------------------------------- | ----- |
| 1.  | Necessary goodbyes                | 5:22  |
| 2.  | Capillary action                  | 10:20 |
| 3.  | Lustreless fright                 | 5:57  |
| 4.  | Ego (The hidden one)              | 0:54  |
| 5.  | Hommage to the irretrievably lost | 9:19  |
| 6.  | Principles of alternation         | 12:51 |
| 7.  | Down and away                     | 9:30  |